# Wilhelm Hermann Cläpius
Wilhelm Hermann Cläpius (* 20. August 1801 in Köthen; † 4. September 1868 in Köthen) war ein deutscher Sänger (Bassist), Schauspieler, Komponist, Übersetzer und Musikpädagoge. Er war mehrere Jahre Musikdirektor des Königstädtischen Theaters in Berlin.

## Leben
Wilhelm Hermann Cläpius verlor seinen Vater, einen Kaufmann und späteren Gutsbesitzer 1806. Seine Mutter weckte in ihm den Sinn für Musik. Er erhielt seine Schulausbildung in Köthen. Von Ostern 1819 bis 1820 Theologie studierte er Theologie in Halle, danach bis Ostern 1823 in Leipzig. Nach dem Studium ging er mit einer Empfehlung Eduard Genasts, den er in Leipzig kennengelernt hatte, zu Carl Maria von Weber nach Dresden. Dieser war Königlicher Kapellmeister und Direktor der deutschen Oper am Königliche Hoftheater Dresden. Von Weber engagierte Cläpius als Bassist zunächst für den Chor und förderte ihn. Cläpius nahm Gesangsunterricht bei Johann Alois Mi(e)tsch (1765–1845), der seine hohe Bassstimme weiterentwickelte, und bildete sich selbst als Autodidakt im Tonsatz. Eine erste von ihm komponierte Kantate wurde mit Erfolg in Köthen aufgeführt. In dieser Zeit erlernte er die italienische Sprache. Im September 1825 ging er ans neu organisierte Theater in Bremen. Er war bis August 1828 als Sänger und Schauspieler tätig und komponierte Musik fürs Theater. In Bremen wohnten Verwandte, unter anderem sein Großonkel, der Astronom Heinrich Wilhelm Olbers. Bis April 1829 war er am Herzoglichen Hoftheater in Hannover. Darauf wurde er am Theater in Magdeburg Chordirektor, Sänger und Schauspieler. Nach Ende seines Vertrags ging er 1834 nach Berlin. Er wurde Ensemblemitglied, Sänger und Schauspieler des Königstädtischen Theaters bis 1842. Auch in dieser Zeit komponierte er wie schon zuvor Bühnenmusiken und begann Opernlibretti aus dem Italienischen ins Deutsche zu übersetzen. Nach seinem Engagement arbeitete er in Berlin als Musiklehrer und war 1847 bis 1848 Musikdirektor am Königstädtischen Theater. Bis zu seinem Tod gab er in Berlin weiterhin Musikunterricht. Einer seiner bekanntesten Schüler war Ferdinand Gumbert.
Heinrich Leberecht Cläpius (* 1799), der sich mit Problemstellungen der Meteorologie und Klimaforschung beschäftigte, war sein Bruder.

## Werke (Auswahl)

### Oper
- Die Schweizerfamilie
  - enthält Abendgesang, gesungen von dem Herrn F. Butsch[Digitalisat 1][Digitalisat 2] verlegt bei Theune, Amsterdam, 1832 OCLC 796210782

### Ballettmusiken
- Musik zum Ballett Der verliebte Zwist, pantomimisches Divertissement, aufgeführt in Bremen, 1826[1][7]
- Musik zum Ballett Belmonte und Constanze, 1829[2][8]

### Schauspielmusiken
- Charlotte Birch-Pfeffer: Der Glöckner von Notre-Dame, Königstädtisches Theater, Berlin, 18. März 1835 (Chöre und Musik zur Handlung)[1][9]
- Heinrich Smidt: Der Chevalier von Maison-Rouge, oder: Rettet die Königin! Drama in 5 Abteilungen und in 12 Tableaux nach Alexandre Dumas dem Älteren und Auguste Maquet: , Königstädtisches Theater, Berlin, 1848
- Johanna Franul von Weißenthurn: Die Bestürmung von Smolensk (Chor und Märsche)[1]
- Eduard von Schenk: Belisar (Chor und Märsche)[1]
- Agustín Moreto: Donna Diana (Lied mit Chor)
- Friedrich Adami: Königin Margot[1]

### Lieder
- Romanze für Tenor mit Klavier oder Gitarrenbegleitung op. 1, G. B. Meyer jun., Braunschweig[1]
- Des Sängers Wünsche op. 2, für eine Singstimme mit Klavierbegleitung, Text: Niedmann, Spehr, Braunschweig[1]
- Süsse heilige Natur op. 3 für Singstimme mit Klavier- oder Gitarrenbegleitung, Heinrichshofen, Magdeburg[1][10]
- Vier Gesänge für Alt oder Bass mit Klavierbegleitung, G. B. Meyer jun., Braunschweig[1]
- Fünf Lieder für eine Bass- oder Altstimme mit Begleitung des Pianoforte Op. 5, Meyer, Braunschweig, um 1830 OCLC 865111120 I Der Liebe Vertrauen Incipit: Du süss und banges Wähnen II Lied aus Albrecht Dürer Incipit: Komm Liebchen schon zittert der Mond III Sie, von Reinhardt Incipit: Mit dem Frühling kam sie her IV Gruss an’s Liebchen Incipit: Wenn Abend kommt und aus dem Hain V Schlummerlied für’s Herz Incipit: Schlaf ein, mein Herz
- Drei Gedichte von Emanuel Geibel für Singstimme und Klavier op. 7, Julius Schmidt, Berlin[1] I Meiden II Muth III Spielmanns Lied[11]
- Albumblatt, incipit: Ernst ist das Leben, heiter die Kunst, 1828
- Romanze: Der Abend sinkt, G. B. Meyer jun., Braunschweig[1]
- Evening, incipit: The sun in the ocean is sinking OCLC 56774991

### Instrumentalmusik
- Konzertouvertüre D-Dur
- Konzertouvertüre C-Dur
- Streichquartette[1][4]
- Entracte und Tänze für Orchester[1]

### Übersetzungen ins Deutsche
- Gaetano Donizetti: Marino Faliero, Berlin, 1839 OCLC 863261608
- Gioacchino Rossini: Semiramide, um 1841 OCLC 698983949
- Gaetano Donizetti: Lucrezia Borgia, Berlin, 1846 OCLC 248773522
- Saverio Mercadante: Leonore, Oper in vier Akten, Libretto: Marco d'Arienzo (1811–1877), (original: Leonora), Harth und Schulze, Berlin 1847[Digitalisat 3] OCLC 643667089
- Luigi Ricci: Doctor Crispin, phantastisch-komische Oper in 4 Akten, Libretto: Francesco Maria Piave (original: Crispino e la comare), Bote&Bock, Berlin, 1867 OCLC 705867076

### Gedichte
Ab 1824 veröffentlichte in einigen Almanachen, in der Abendzeitung (Dresden), in der Wiener Modenzeitung, 1825 in Wendts Taschenbuch zum Geselligen Vergnügen und in anderen Zeitungen verschiedene Gedichte.
- Der Willenlose, in der Abendzeitung in Dresden am 24. Mai 1824[Digitalisat 4]
- An die Entfernte, in der Abendzeitung in Dresden am 21. September 1824[Digitalisat 5]
- Selene und Aurora, in der Abendzeitung in Dresden am 10. Mai 1825[Digitalisat 6]

- Prolog zu Götz von Berlichingen für eine Aufführung am Theater in Bremen, 1828[12]

## Digitalisate
1. ↑  Abendgesang als Digitalisat in der Badischen Landesbibliothek Karlsruhe
2. ↑  Abendgesang als Digitalisat bei Google Books
3. ↑  Leonore als Digitalisat beim Münchener Digitalisierungszentrum
4. ↑  Der Willenlose als Digitalisat in der Abendzeitung beim Münchener Digitalisierungszentrum.
5. ↑  An die Entfernte als Digitalisat der Abendzeitung vom 21. September 1824 beim Münchener Digitalisierungszentrum.
6. ↑  Selene und Aurora als Digitalisat Abendzeitung Dresden vom 10. Mai 1825 beim Münchener Digitalisierungszentrum.
7. ↑  Cläpius, Wilhelm Hermann (Bernsdorf) als Digitalisat im Münchener Digitalisierungszentrum.
8. ↑  Cläpius, Wilhelm Herrmann (Oskar Paul) als Digitalisat beim Münchener Digitalisierungszentrum.
9. ↑  Cläpius, Wilhelm Hermann (Gathy) als Digitalisat im Münchener Digitalisierungszentrum.